# Astrolabe-Gletscher
Der Astrolabe-Gletscher (französisch Glacier de l’Astrolabe) ist ein 16 km langer und 6 km breiter Gletscher im ostantarktischen Adélieland. Er fließt vom antarktischen Kontinentaleis in nordnordöstlicher Richtung und mündet in Form einer markanten, 5 km breiten und 6 km langen Gletscherzunge (66° 42′ S, 140° 5′ O) auf der Ostseite des Géologie-Archipels in den Südlichen Ozean. Auf der Westseite der Gletscherzunge, 320 m südlich der Rostand-Insel, ragt der Bon-Docteur-Nunatak auf.
Vermutlich war es der französische Polarforscher Jules Dumont d’Urville, der ihn 1840 bei der Dritten Französischen Antarktisexpedition (1837–1940) entdeckte, wenngleich sein Kartenmaterial von diesem Küstenabschnitt keine Gletscher enthält. Luftaufnahmen entstanden im Januar 1947 bei der US-amerikanischen Operation Highjump (1946–1947). Französische Wissenschaftler kartierten ihn bei einer von 1949 bis 1951 dauernden Expedition und benannten ihn nach d’Urvilles Expeditionsschiff Astrolabe.